# St. Maria (Limburg an der Lahn)

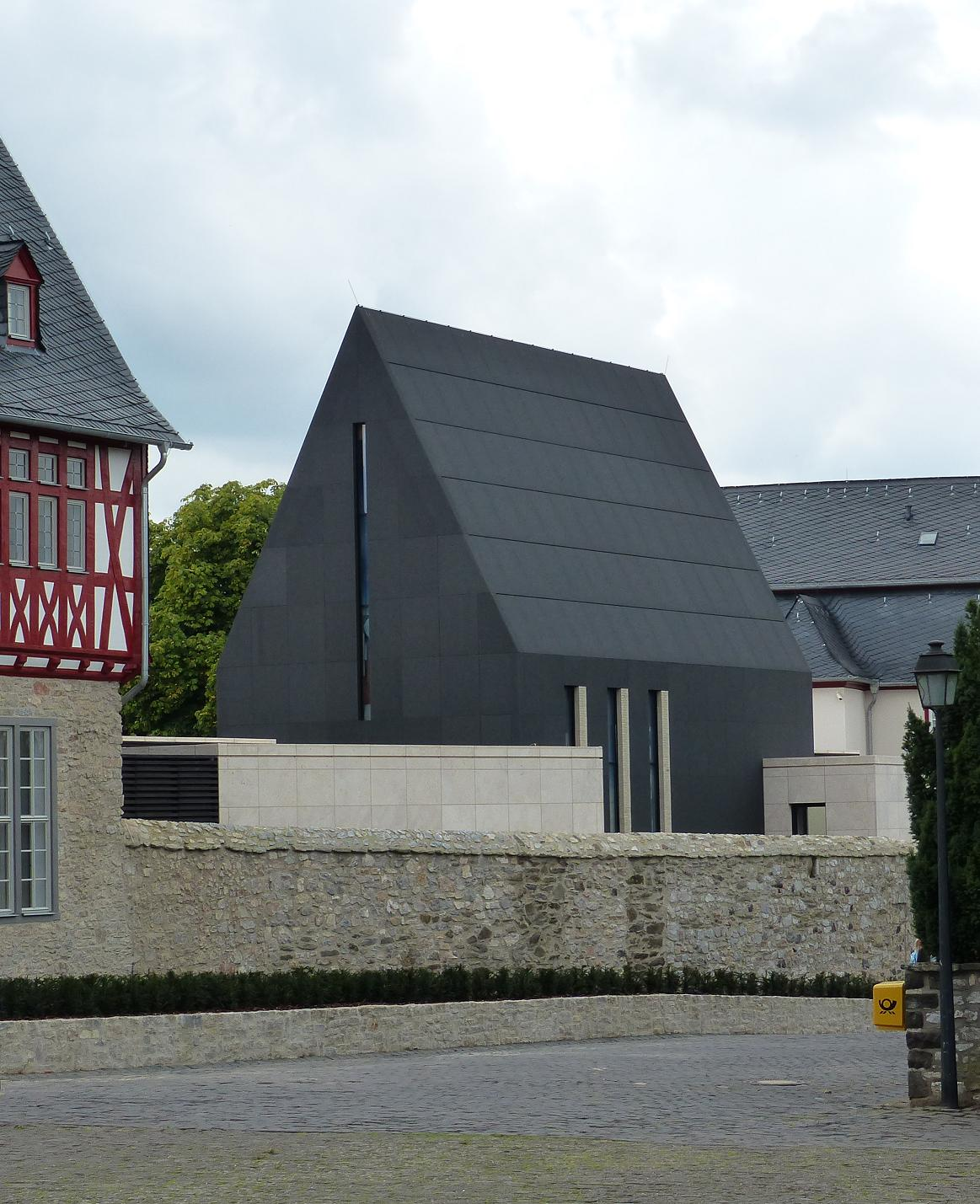
St. Maria, vom Domplatz aus gesehen

Die Kapelle St. Maria mit den Aposteln im Abendmahlssaal am Domplatz der mittelhessischen Stadt Limburg an der Lahn ist Teil des Diözesanen Zentrums Sankt Nikolaus, das seit 2013 Wohn- und Amtssitz (Bischofsresidenz) des Limburger Bischofs ist.
Die Kapelle dient als Privatkapelle des Bischofs. Sie liegt am westlichen Ende des Domplatzes gegenüber dem ehemaligen Stadt- und Domfriedhof und zwischen dem ebenfalls zum Diözesanen Zentrum gehörigen, grundsanierten Haus Staffel (Alte Vikarie) und dem Diözesanmuseum Limburg.

## Patrozinium
Das Patrozinium der Kapelle, „St. Maria mit den Aposteln im Abendmahlssaal“, bezieht sich auf Apg 1,12–14  und weist auf die Zusammenkunft der Apostel mit der Gottesmutter Maria im Abendmahlssaal und das anschließende Pfingstereignis hin. Zum einen hebt es die besondere Bedeutung Marias für die Kirche hervor, zum anderen nimmt es Bezug auf die Begründung der Kirche im Pfingstereignis und damit auf das gemeinsame Gebet und das Wirken des Heiligen Geistes.

## Baubeschreibung

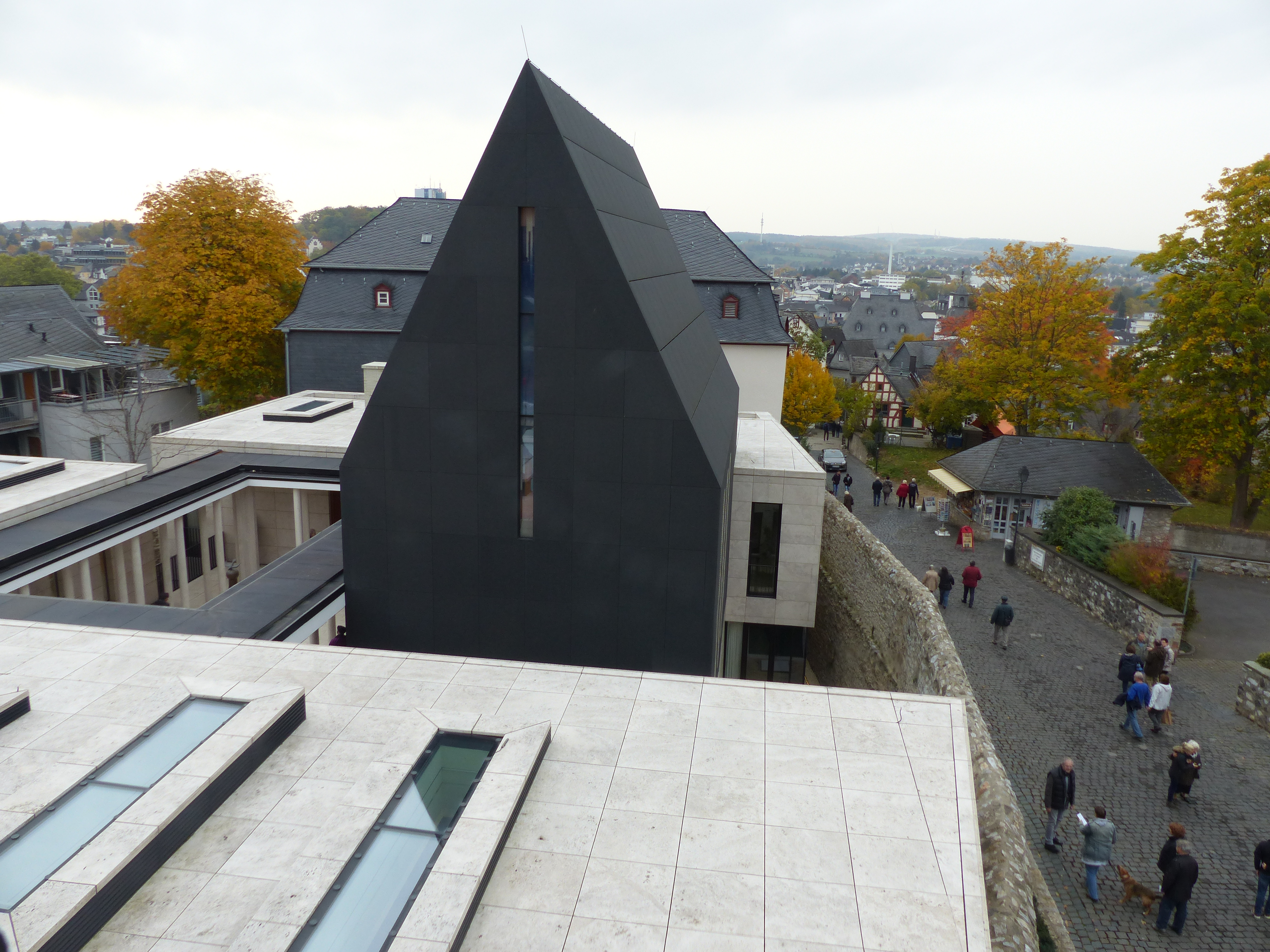
St. Maria mit Innenhof (links) und Privatwohnung hinter der Kapelle

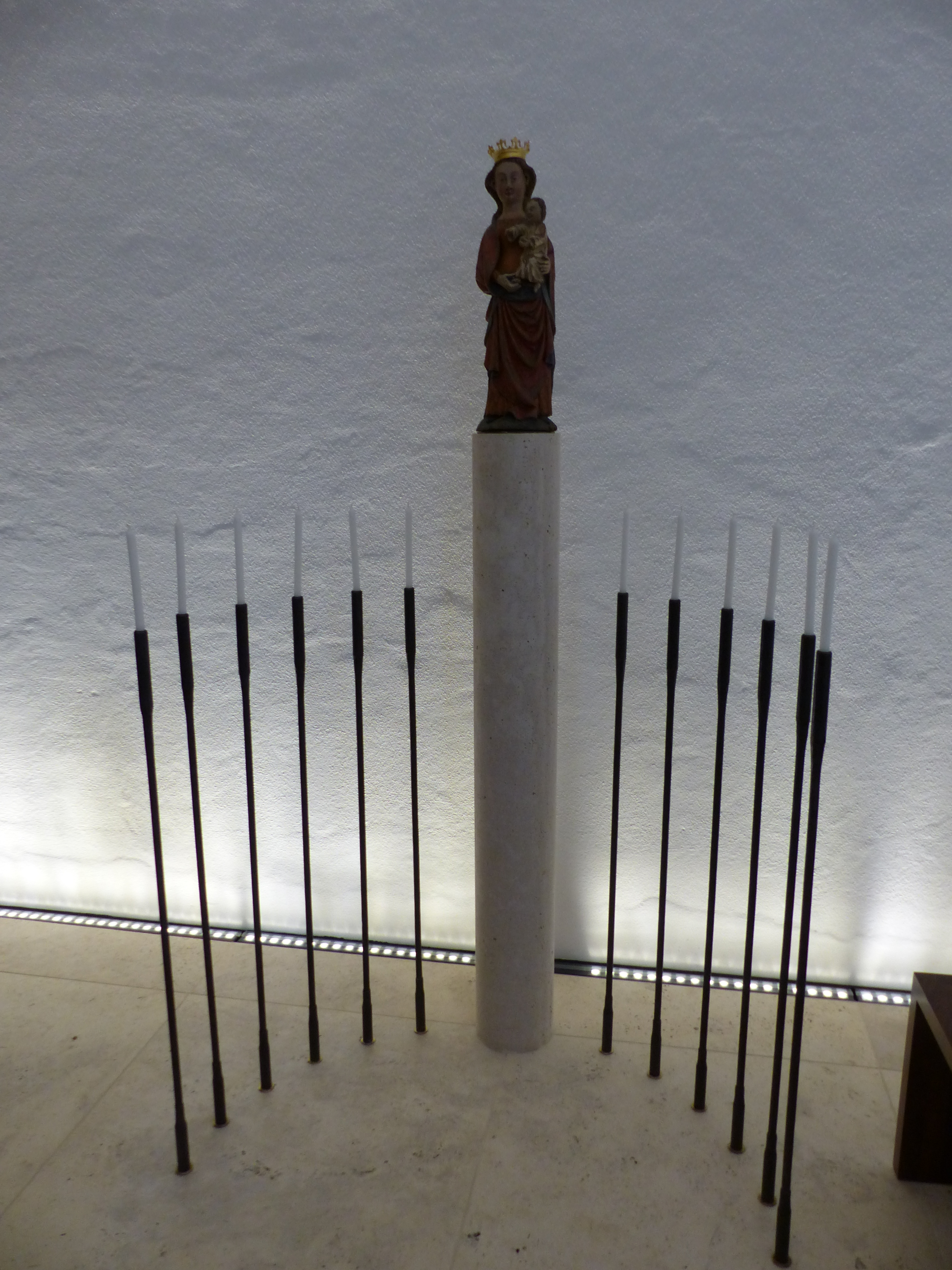
Marienstatue mit zwölf Leuchtern

Die Kapelle St. Maria mit den Aposteln im Abendmahlssaal schließt sich nördlich an das zentrale Atrium des Diözesanen Zentrums Sankt Nikolaus an. Sie ragt als einziger Neubau aus dem eingeschossig gehaltenen Neubaukomplex heraus und hebt sich von außen auch durch die dunkle Fassadenbekleidung mit schwarzem Basalt von dem in helleren Farben gehaltenen Flachbau ab. Nimmt sich der Flachbau in seiner Gestaltung stark gegenüber den Bestandsgebäuden des Diözesanen Zentrums zurück, erreicht die Kapelle durch Form und Farbe eine besondere Gewichtung und betont die Bedeutung des Sakralraumes für das Diözesane Zentrum.
Die äußeren Formen der Kapelle sind archetypisch auf die klassische Hausform – rechteckiger Grundriss mit Satteldach – reduziert, die sich in den Maßen und den Formen der übrigen Altstadtbebauung Limburgs angleicht. Das steile Satteldach steht parallel zur Stadtmauer, die den nördlichen Abschluss des Diözesanen Zentrums zur Domstraße bildet. Die Kapelle besetzt den ehemaligen Freiraum zwischen Alter Vikarie und Diözesanmuseum.
Die äußere Firsthöhe der Kapelle liegt bei 13,20 m, sie hat eine Fläche von 60 m2 und hat im Inneren eine lichte Höhe von 11,80 m.
Der Zugang zur Kapelle erfolgt auf ihrer Südseite; den Auftakt bildet der offene Lichthof mit einem von Richard Heß gestalteten Brunnen, der die Weitergabe des Evangeliums durch den Heiligen Geist an die vier Evangelisten und weiter an das Gottesvolk darstellt. In die steinerne Türschwelle der Kapelle ist ein lateinisches Bibelzitat eingraviert: „firmissimo habitaculo tuo quod operatus es Domine sanctuarium Domine quod firmaverunt manus tuae“ Ex 15,17  („Einen Ort, wo Du thronst, Herr, hast Du gemacht; ein Heiligtum, Herr, haben Deine Hände gegründet“).
Im Inneren der Kapelle befindet sich gegenüber dem Eingang an der Nordwand der Kapelle eine Statue der Patronin Maria inmitten von zwölf Leuchtern, die Darstellung greift das Patrozinium der Kapelle auf. Im westlichen Teil der Kapelle befindet sich ein in den Kapellenraum eingeschobener steinerner Kubus mit zwei Türöffnungen, die in die Sakristei und in die Bibliothek führen. Mittig auf der Wand befindet sich eine Rocaille mit dem Christusmonogramm IHS, darunter die Kathedra, die sich bis 1977 im Limburger Dom befunden hatte; sie wurde aufgearbeitet, neu mit Samt bezogen und trägt das Wappen des aktuellen Bischofs.
Der Kapellenraum selbst ist mit je einer Kirchenbank sowie drei Hockern auf jeder Seite möbliert. Die Wände sind weiß verputzt.
Der Altarraum befindet sich im Ostteil der Kapelle, sie ist damit traditionsgemäß geostet. Der Altarraum ist gegenüber dem übrigen Raum um eine Stufe erhöht. Mittig befindet sich ein moderner Altarblock aus Naturstein, hinter diesem ist an der Ostwand der Kapelle ein historischer Flügelaltar aus dem Bestand des Bistums angebracht. Er zeigt die Anbetung durch die Heiligen Drei Könige (Mt 2,11 ), die Geburt Christi sowie die Flucht nach Ägypten (Mt 2,13 ). Nördlich des Altars befindet sich ein Ambo, südlich des Altars der Tabernakel, beide im gleichen Material wie der Altar.
Natürliche Beleuchtung empfängt die Kapelle durch je drei Fenster auf der Nord- und Südseite sowie je ein schmales Giebelfenster an Ost- und Westseite. Die Fenster wurden vom Glaskünstler Johannes Schreiter gestaltet.
Das Fenster über dem Altarbereich stellt Jesus als Auferstandenen am Ufer des Sees Genesareth dar und bezieht sich auf Joh 21,4 . Das gegenüberliegende Fenster in der westlichen Giebelwand bezieht sich auf Lk 24,29  und stellt die beiden Emmausjünger dar, die den unerkannten Auferstandenen zum Bleiben drängen.
Die drei Fenster auf der Nordseite behandeln das Pfingstereignis, das westliche Fenster zeigt Maria und die Jünger mit den Flammenzungen des Heiligen Geistes (Apg 2,3 ), das mittlere Fenster zeigt die Anwesenheit des Heiligen Geistes beim Gebet des Einzelnen und das östliche Fenster die Gemeinschaft mit dem Heiligen Geist.
Die drei Fenster auf der Südseite schildern das Weinwunder der Hochzeit zu Kana.

## Baugeschichte
Das Domkapitel plante 2004 die Sanierung der Alten Vikarie und die Errichtung eines Wohnhauses für den Bischof und bewilligte Finanzmittel. Der damalige Bischof Franz Kamphaus stand Umzugsplänen jedoch skeptisch gegenüber. Nach dessen Emeritierung nahm das Domkapitel während der Sedisvakanz 2007 die Vorbereitungen für die Sanierung und den Neubau des Diözesanen Zentrums wieder auf und bewilligte zunächst Mittel in Höhe von 3,5 Mio. €. Der damals beauftragte Architekt Christoph Mäckler benannte seinerzeit bereits höhere Baukosten. 2010 wurde Michael Frielinghaus, amtierender Präsident des Bundes Deutscher Architekten, als Architekt für das Diözesane Zentrum beauftragt und plante die Sanierung der bestehenden Gebäude der Alten Vikarie und den Neubau der Kapelle St. Maria und der bischöflichen Wohnung. Die Projektleitung des Bauvorhabens lag bei Diözesanbaumeister Tilmann Staudt.
Für die Neugestaltung des Areals durch das Bistum Limburg erteilte die Stadt Limburg im Dezember 2010 die Baugenehmigung. Auf Drängen des Landesamtes für Denkmalpflege wurde die geplante Länge der Kapelle etwas reduziert. Der Domplatz und die umliegenden Gebäude gehören zur Gesamtanlage Altstadt und Frankfurter Vorstadt, deren Erscheinungsbild nach dem hessischen Denkmalschutzgesetz „nur unerheblich oder nur vorübergehend beeinträchtigt“ werden soll.
Geweiht wurde die Kapelle am 24. November 2012 durch Kardinal Joachim Meisner, Erzbischof von Köln.

### Baukosten
Im Dezember 2012 wurden vom Bistum die Baukosten der Kapelle mit rd. 300.000 € beziffert.
Im Oktober 2013 wurde von der Frankfurter Allgemeinen Zeitung die vorläufige Kostenfeststellung des Architekten veröffentlicht. Darin ist die Kapelle nicht einzeln ausgewiesen, sondern als Teil des 294 m2 umfassenden Bauabschnittes E, bestehend aus Kapelle, Bibliothek und Außenstelle Domsakristei. Die Bauwerkskosten (KG 300+400 nach DIN 276) hierfür belaufen sich nach der vorläufigen Kostenfeststellung des Architekten auf 1.522.877,74 €; hinzu kommen noch Kosten für Außenanlagen (rd. 108.000 €), Ausstattung (nicht eindeutig den Räumen zuzuordnen), Baunebenkosten (rd. 620.000 €) und die Mehrwertsteuer.

## Rezeption und Kritik
Die Kapelle stand während der Planungsphase 2010 in der Kritik. Laut FAZ befanden nicht näher genannte Kritiker, die Kapelle sei „zu teuer, zu prunkvoll und verstoße gegen den Denkmalschutz“, zudem befänden sich in nächster Umgebung bereits mehrere Kapellen und der Dom.
Als Reaktion auf die Kritik wurde die Kapelle etwas verkleinert, die Grundfläche beträgt 60 Quadratmeter.
Mehrere Mitglieder des ehrenamtlichen Denkmalbeirates der Stadt Limburg kritisierten 2012 die Größe der Kapelle und die schwarze Fassade und behaupteten, das vorgestellte Modell hätte in „keinster Weise“ die tatsächliche Dimension wiedergegeben. Der Bauausschussvorsitzende Paul-Josef Hagen stellte infrage, dass die im Vorfeld diskutierten Pläne mit dem Bauwerk übereinstimmen. Diözesanbaumeister Staudt und Architekt Frielinghaus wiesen die Vorwürfe zurück, die Maße des realisierten Bau entsprächen genau dem vorgestellten Modell und den Bauantragsplänen. Auch die Fassadenplatten seien seinerzeit mit dem damaligen Denkmalbeirat abgestimmt worden. Wegen ihrer Bauform und Farbgebung wird die Kapelle auch als „Kaaba von Limburg“ bezeichnet.
In einem Interview verteidigte Bischof Franz-Peter Tebartz-van Elst im Dezember 2012 seine Privatkapelle als notwendigen Rückzugsort: „Als Bischof ist man nicht der Manager eines Bistums, sondern Leitung ist geistlicher Dienst. Alles, was geschieht, kommt aus dem Gebet.“ Gerade bei diskreten Themen sei es nicht angemessen, diese im Dom zu behandeln, wo gerade Touristengruppen herumgeführt würden. Die Kapelle sei ihm „wichtiger als der Schreibtisch“.
Seit September 2013 bietet das Bistum monatlich Führungen für Bürger durch die Kapelle und andere Teile des Komplexes an.
Im Oktober 2013 bewertet der Architekturkritiker Rainer Haubrich das Diözesane Zentrum mit der Kapelle als „exzellentes Beispiel zeitgenössischer Baukunst“. Abgesehen von den Baukosten sei das Gebäude nicht protzig, der Gestus der Architektur sogar „ausgesprochen bescheiden“. Die Architektur dränge sich nicht in den Vordergrund und nehme Traditionen, Materialität und Maßstäblichkeit des historischen Ortes auf. Zweifelsfrei sei der Architekt seinem Anspruch gerecht geworden, ein Bauwerk zu schaffen, das „noch in 100 Jahren voller Würde ist“. Die Kosten von rd. 30 Millionen Euro seien nicht übertrieben. Haubrich ist eher überrascht, „wie dieses Bauvolumen jemals auch nur auf einen einstelligen Millionenbetrag geschätzt werden konnte.“
Der Journalist Ulf Poschardt von der Tageszeitung Die Welt fand, dass die Kapelle aussehe wie das „Bethaus von Darth Vader“. Den Gesamtbau bezeichnete er als die „Panzerung eines verunsicherten Kirchenfürsten“.